# Nokoué
Nokoué (fr. Lac Nokoué) – największe jezioro Beninu o wymiarach 11 na 20 km. Położone jest na północ od największego miasta kraju Kotonu i na wschód od drugiego pod względem wielkości benińskego miasta Abomey-Calavi, w pobliżu oceanu. Przepływa przez nie jedna z odnóg rzeki Ouémé (druga dopływa do laguny Porto-Novo). Nad jeziorem znajdują się siedliska ptaków. Na nim znajduje się także nietypowa wioska Ganvie, zbudowana w całości na palach wbitych w dno jeziora.